# NGC 5923
NGC 5923 је спирална галаксија у сазвежђу Волар која се налази на NGC листи објеката дубоког неба.
Деклинација објекта је + 41° 43' 35" а ректасцензија 15h 21m 14,1s. Привидна величина (магнитуда) објекта NGC 5923 износи 12,9 а фотографска магнитуда 13,7. NGC 5923 је још познат и под ознакама UGC 9823, MCG 7-32-1, CGCG 222-2, IRAS 15194+4154, CGCG 221-52, NPM1G +41.0398, PGC 54780.